# Witold Kłębkowski
Witold Edward Kłębkowski (ur. 31 maja 1897 w Wadowicach, zm. 20 marca 1983 w Warszawie) – polski architekt i malarz tworzący w stylu modernizmu, aktywny głównie w dwudziestoleciu międzywojennym.

## Życiorys
Studiował na Akademii Sztuk Pięknych w Wiedniu u profesora Eduarda Veitha. Studiował na Akademii Sztuk Pięknych w Krakowie w pracowni Józefa Mehoffera i Juliana Fałata. W latach 1920–1923 studiował na Politechnice Lwowskiej, na Wydziale Architektury. Działał na Górnym Śląsku, był urzędnikiem państwowym wysokiego szczebla. Od 1 lipca 1934 roku do 7 grudnia 1934 roku był wiceprezesem katowickiego oddziału Stowarzyszenia Architektów Polskich. Przebywał w Wielkiej Brytanii w latach 1942–1946, gdzie wykładał przy University of Liverpool. Po powrocie do Polski wykładał na Politechnice Warszawskiej. Na emeryturze zajmował się malarstwem, głównie tworzył akwarele. W 1964 roku nakładem Wydawnictwa „Arkady” ukazała się publikacja pt. Budowle miejskie, której był głównym autorem. Został pochowany na Cmentarzu Wawrzyszewskim.

## Nagrody i odznaczenia
- Złoty Krzyż Zasługi (1938)[6]
- brązowy medal Urzędu Wojewódzkiego „Za Długoletnią Służbę”[6]

## Wybrane realizacje
- gmach Urzędów Niezespolonych w Katowicach[9][10] (projekt z 1935 roku)[2]
- kościół Wniebowzięcia Najświętszej Maryi Panny w Wojkowicach (1935–1938)[2]
- hale targowe w Świętochłowicach przy ul. Katowickiej 31  (projekt z 1937 roku)[2]
- kościół św. Floriana w Chorzowie(inne języki) (przed 1939 rokiem)[2]
- Szkoła Główna Służby Pożarniczej w Warszawie-Żoliborzu, ul. Henryka Siemiradzkiego 2 (przed 1952)[11]

## Galeria

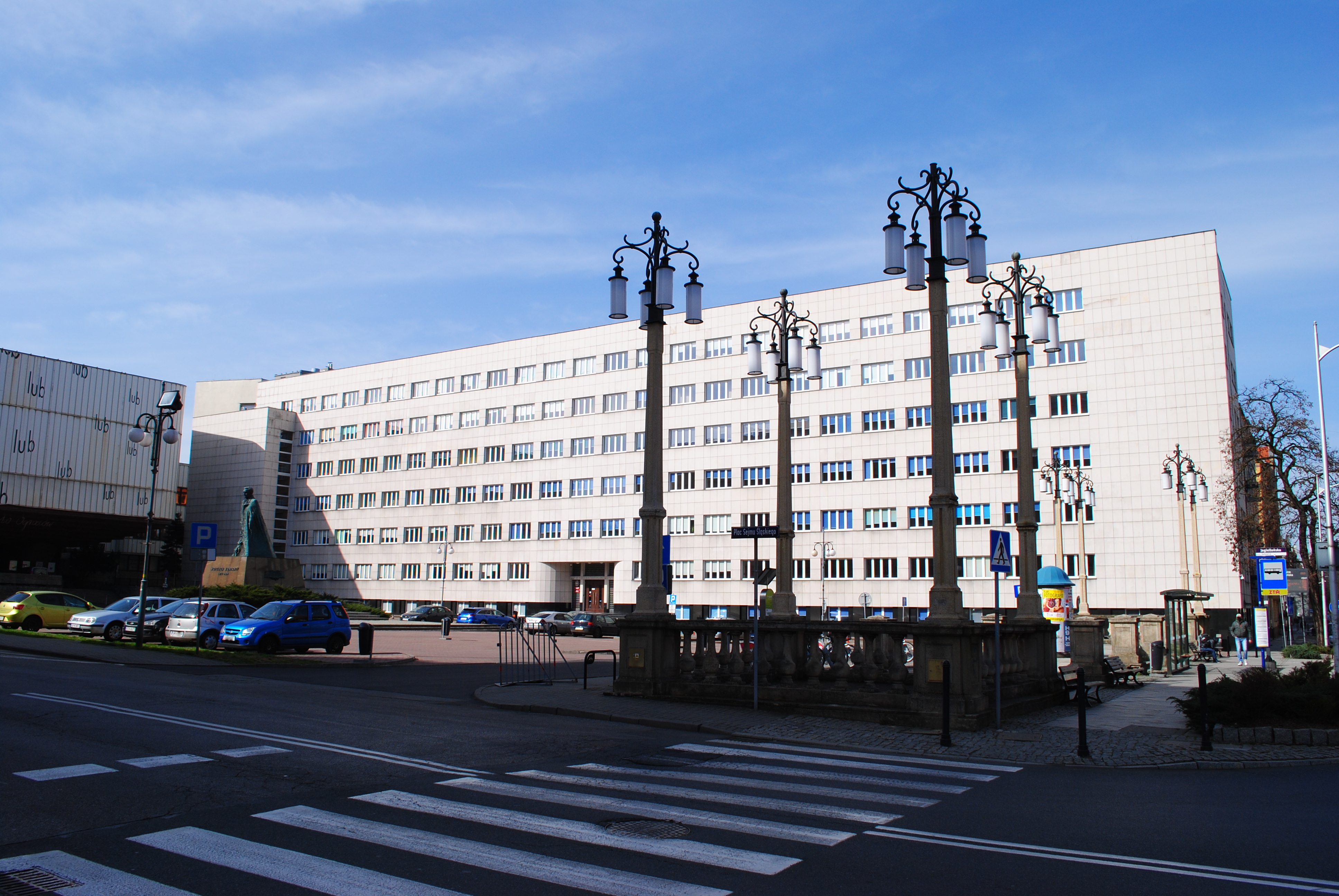
Gmach Urzędów Niezespolonych (2021)
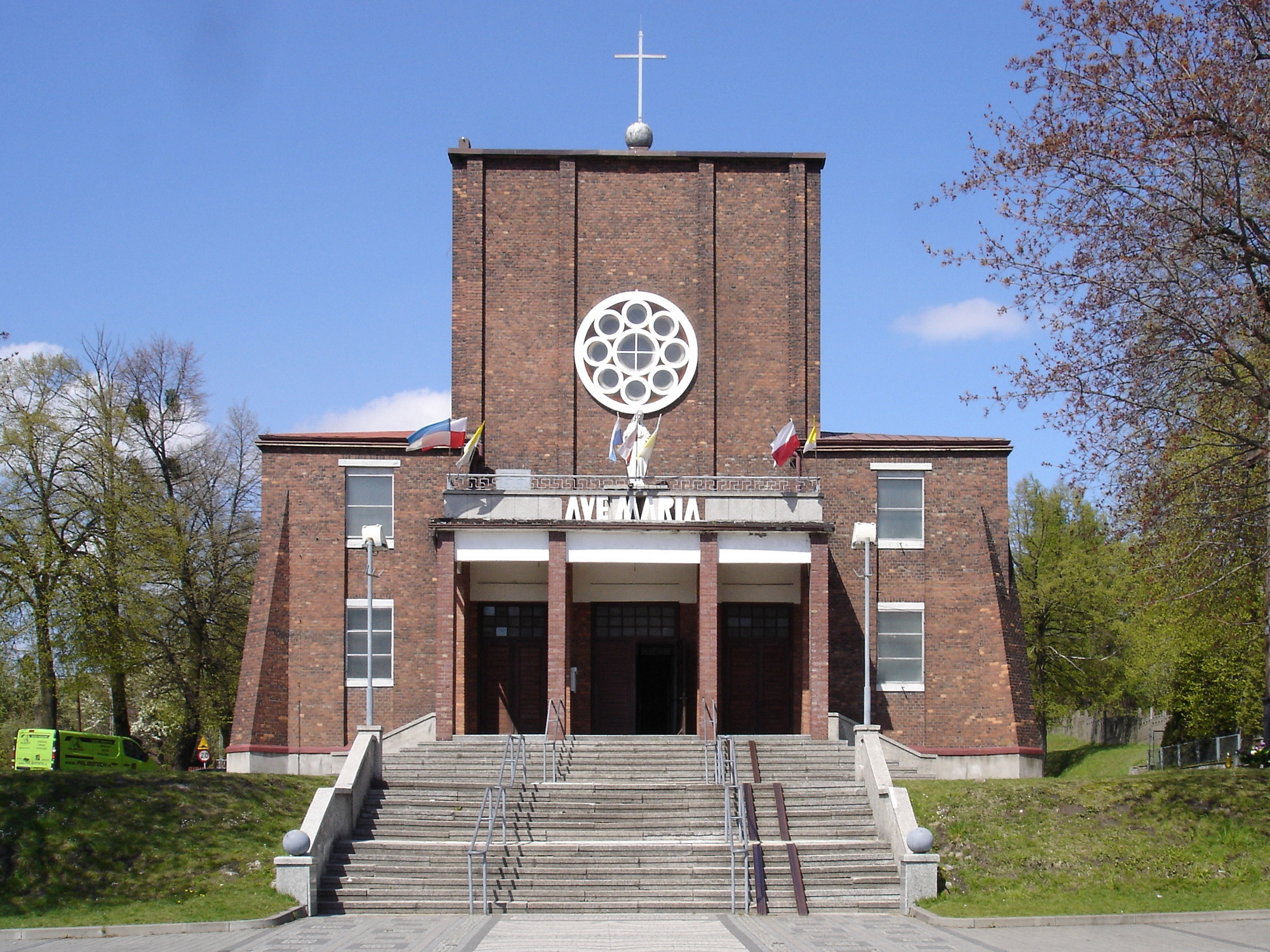
Kościół Wniebowzięcia Najświętszej Maryi Panny w Wojkowicach (2017)
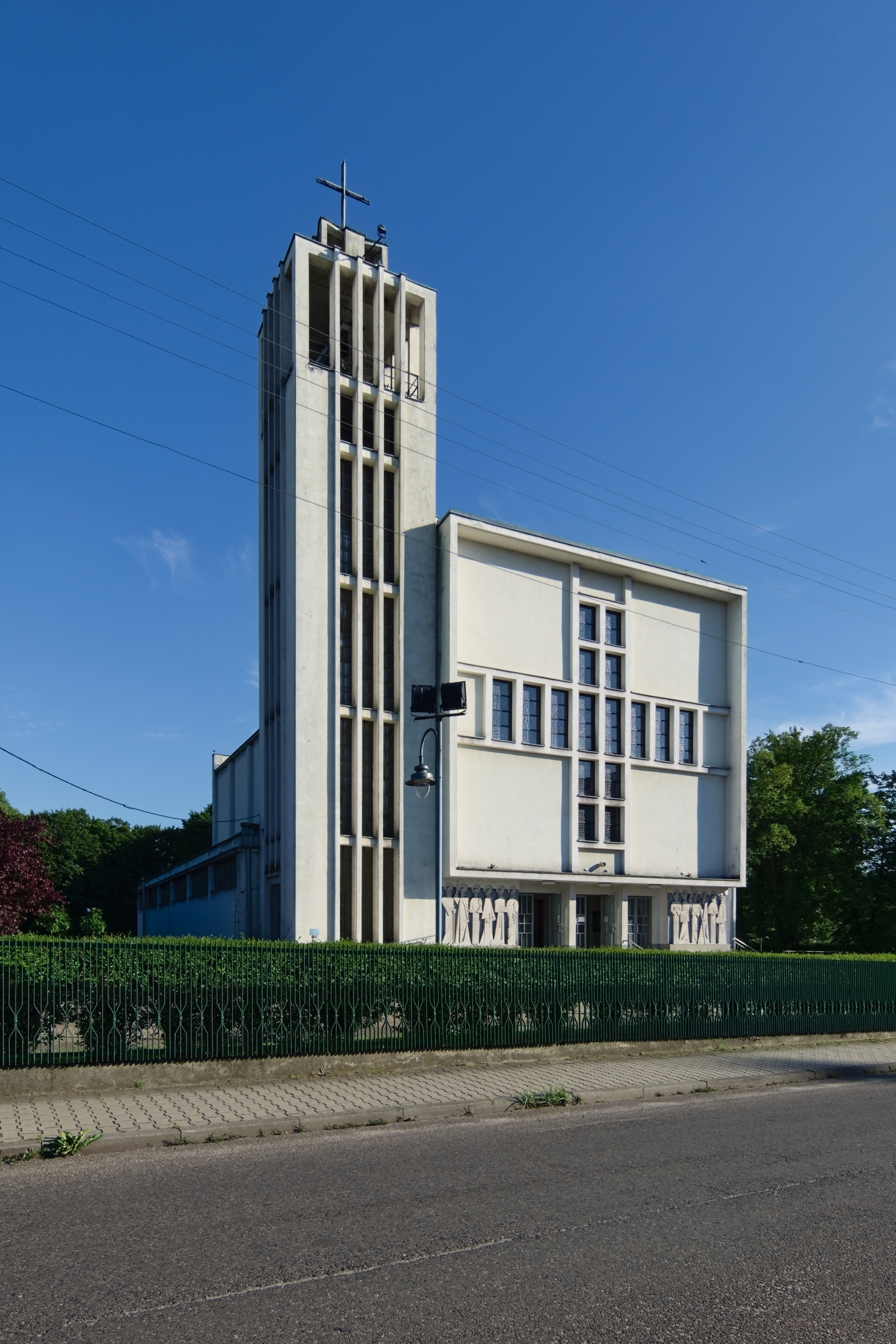
Kościół św. Floriana w Chorzowie (2022)
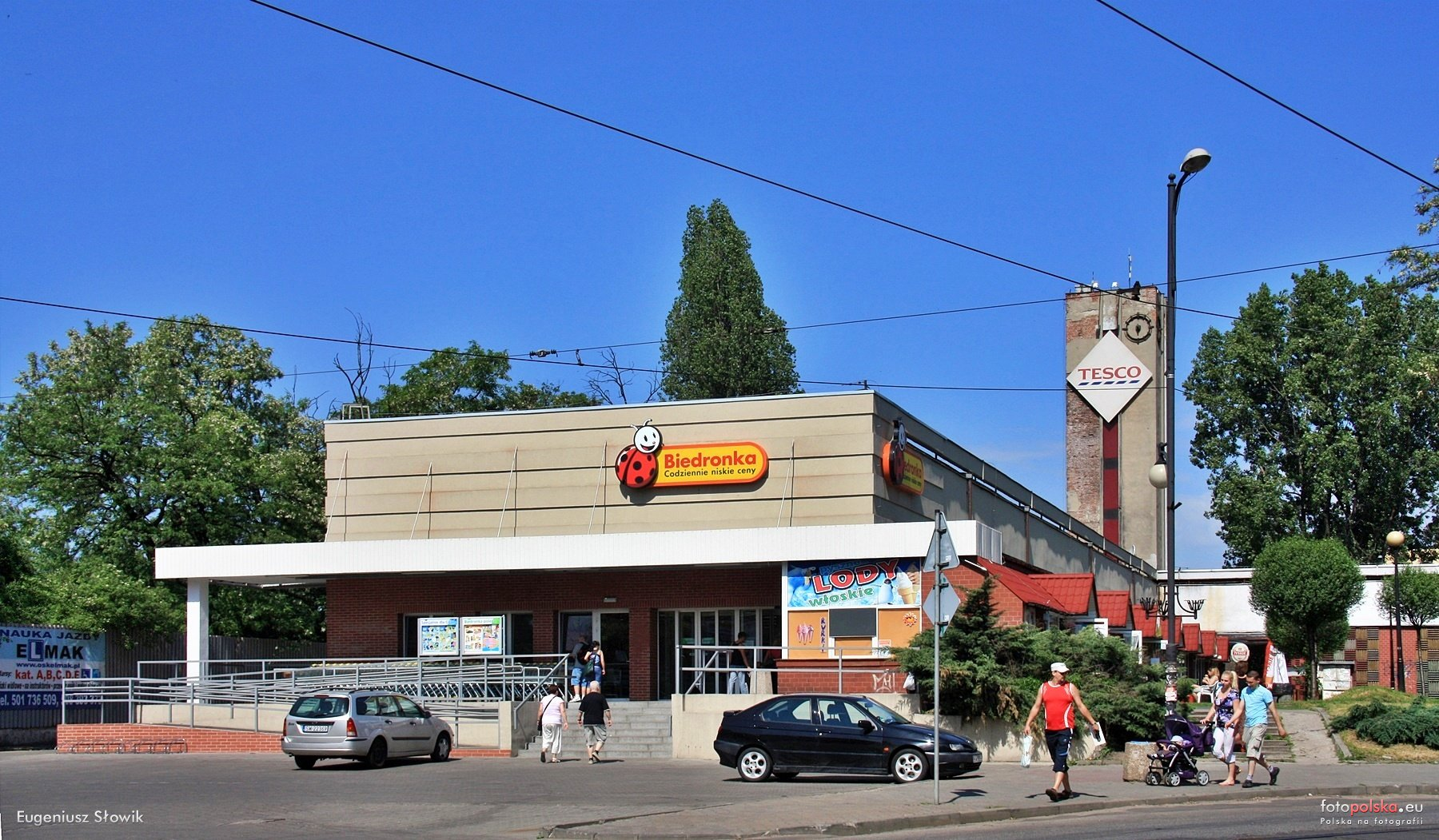
Hale targowe w Świętochłowicach (2012)